# Église Saint-Martin de Commensacq
L'église Saint-Martin est un lieu de culte catholique situé sur la commune de Commensacq, dans le département français des Landes. Elle est inscrite au titre des monuments historiques par arrêté du 8 octobre 1968.

## Présentation
Jusqu'à la Révolution française, Commensacq possède deux lieux de culte : la chapelle Notre-Dame, démolie en 1793, et l'église paroissiale actuelle, vouée à Martin de Tours.

### Historique
L'existence de l'église primitive Saint-Martin est attestée dès le XIe siècle dans les archives de l'ancien chapitre de Dax. Elle a alors la forme d'une grange avec un plafond en bois et ne comporte qu'une seule nef. Elle subit des évolutions successives, lui donnant ses caractéristiques actuelles. Au XVe siècle, le plafond est retiré pour construire la voûte ogivale et la nef latérale est ajoutée. En raison des guerres, l'église est fortifiée est sert de réduit défensif au village: des murs sont élevés à plus de deux mètres au dessus du niveau de la voûte et douze créneaux et douze meurtrières sont percés. Au XVIIIe siècle, une chapelle vouée à Sainte-Quitterie (le porche actuel) est érigée et le clocher est reconstruit au XIXe siècle. Une sacristie attenante au chœur est ajoutée.

### Architecture
Clocher
Une tour carrée se terminant par une flèche en bois de chêne (1608) constituait l'ancien clocher. A cette tour est ajoutée ultérieurement une une tourelle ronde, elle aussi dotée d'une flèche en bois et un escalier en colimaçon conduisant à la voûte et au beffroi. Cette tourelle existe encore sans sa flèche de bois. En 1866, la foudre tombe sur le clocher, mettant le feu aux deux flèches. Le clocher est aussitôt reconstruit en forme ogivale.
Porche (ancienne chapelle Sainte-Quitterie)
La chapelle est construite en 1692 sur l'ordre de M de Lapossade pour honorer Quitterie, une des patronnes de Commensacq qui a sa fontaine derrière l'église. Elle constitue de nos jours le porche, situé sous le clocher et donnant accès à la nef centrale (dite également nef sud).

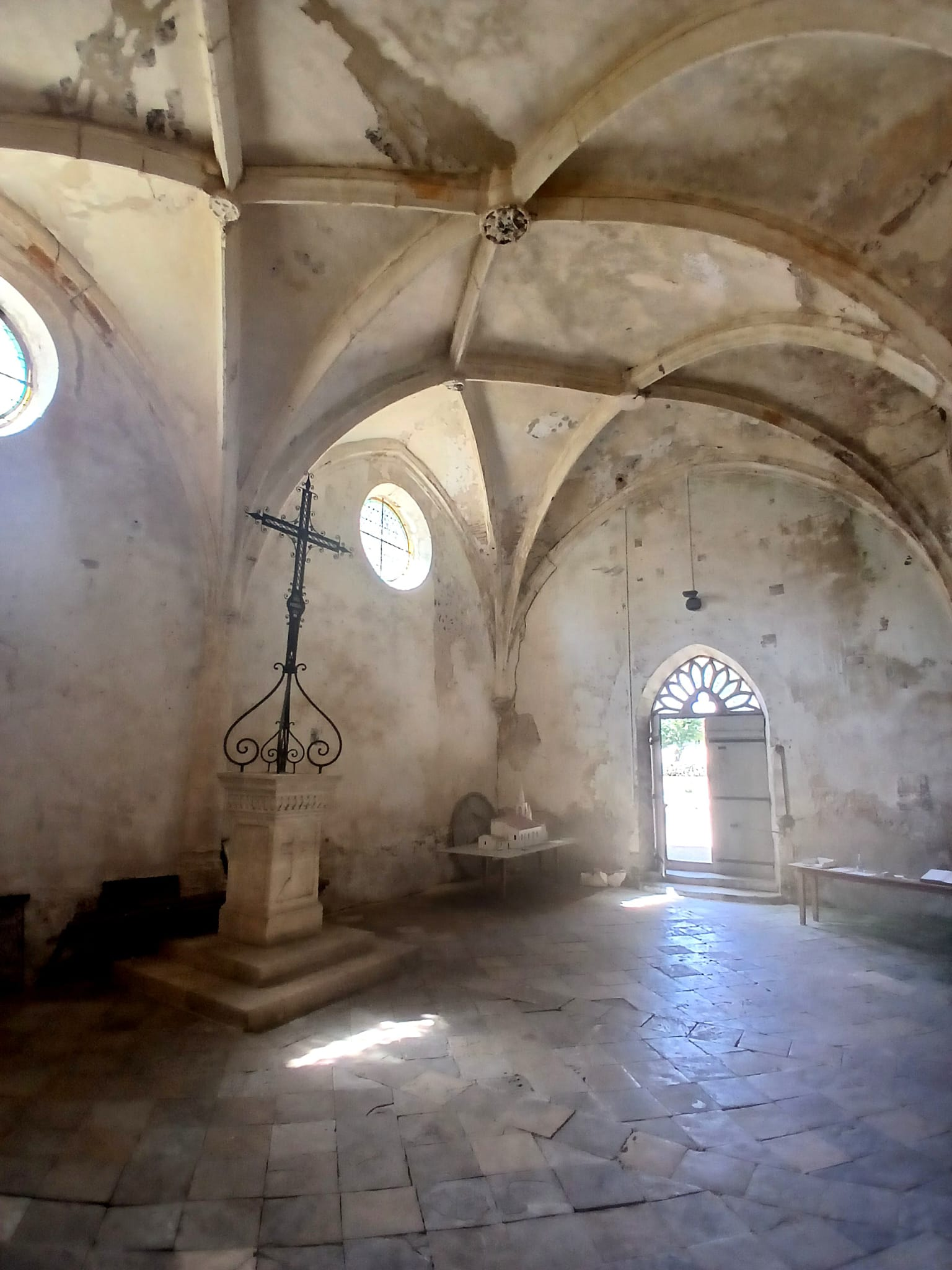
Porche de l'église (ancienne chapelle)
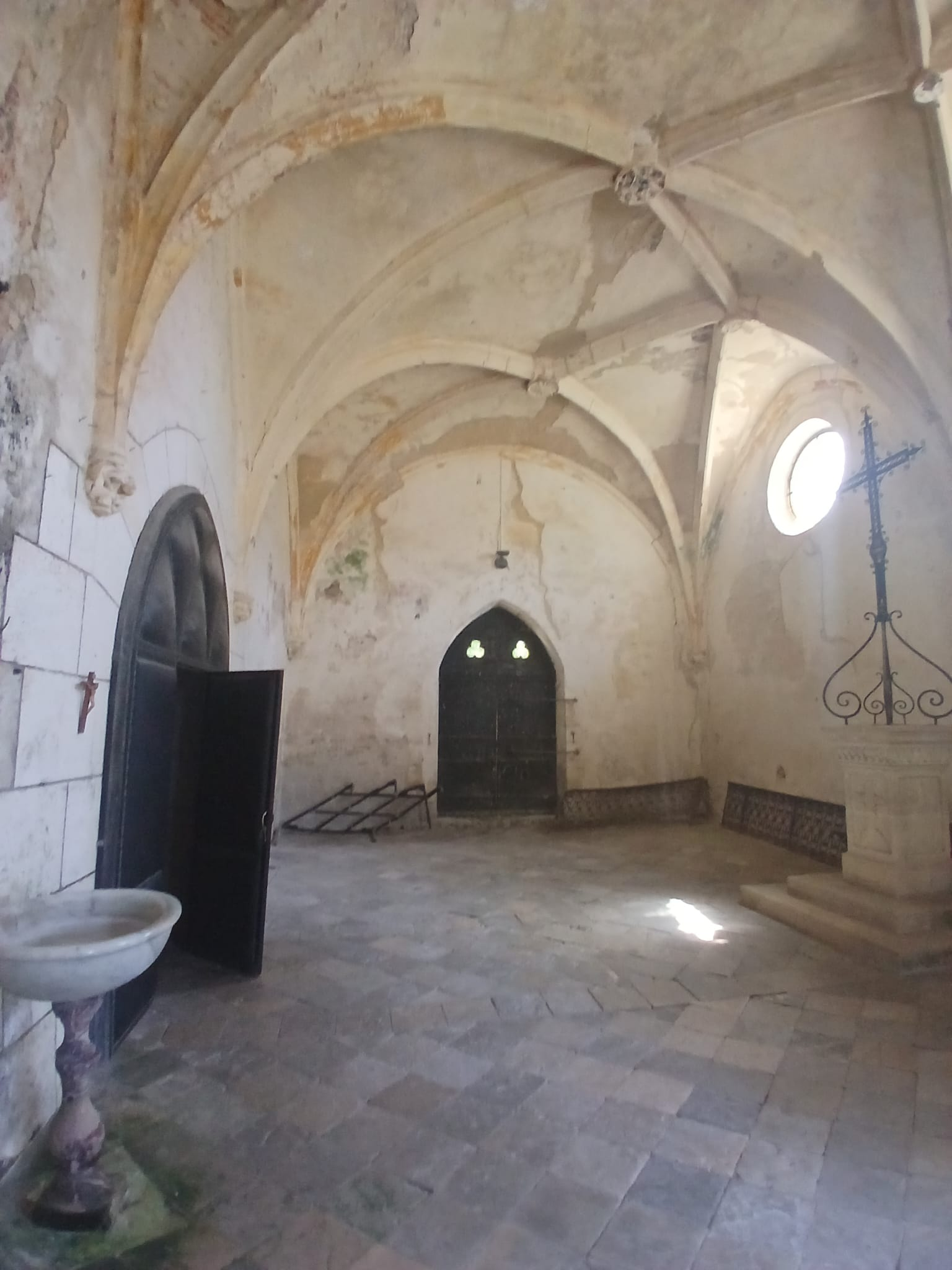
Porche vu sous un autre angle.

Le porche comporte deux entrées :
- une avec deux colonnes à pyramide (restes du portail d'entrée de l'église)
- l'autre porte 2 motifs sculptés dans le bois, Saint Martin partageant son manteau à un pauvre et l'archange Gabriel annonçant à la Vierge Marie que Dieu l'a choisie comme Mère de son Fils.

Ces deux motifs proviennent aussi du portail d'entrée de l'église.
Le porche mesure 12 m x 7 m. Le pavement est en pierre dure de Bidache. Certains pavés mesurent 10 cm d'épaisseur. Les voûtes prennent naissance sur des chapiteaux ouvragés : deux animaux, trois lapins, une tête d'homme aux larges épaules, une chèvre ou bouc aux ailes étendues, un chien, une moitié de tête d'homme. Au fond de la chapelle, se trouve un réduit qui a servi de prison communale.

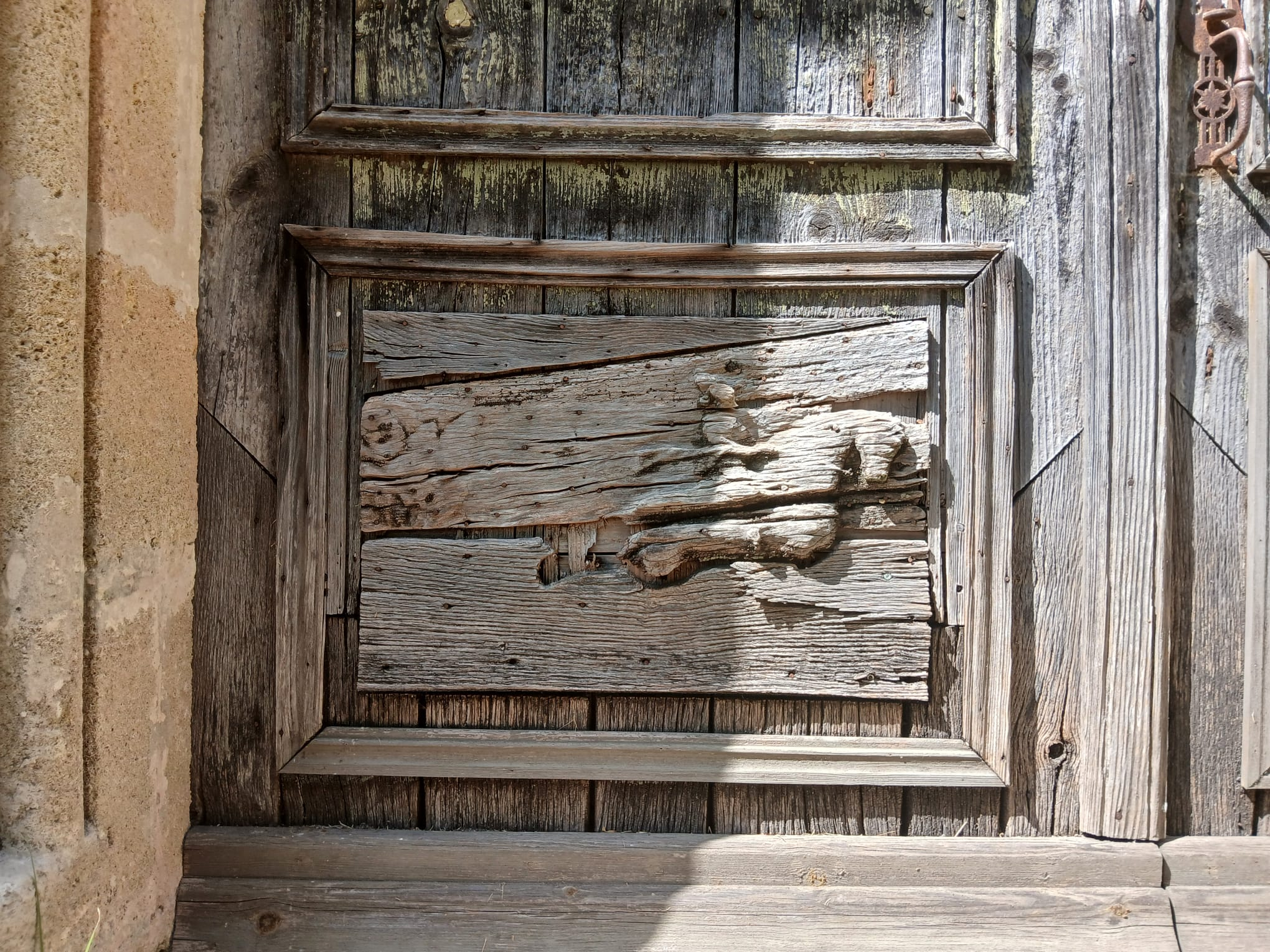
Porte en bois du porche représentant Saint-Martin à cheval.
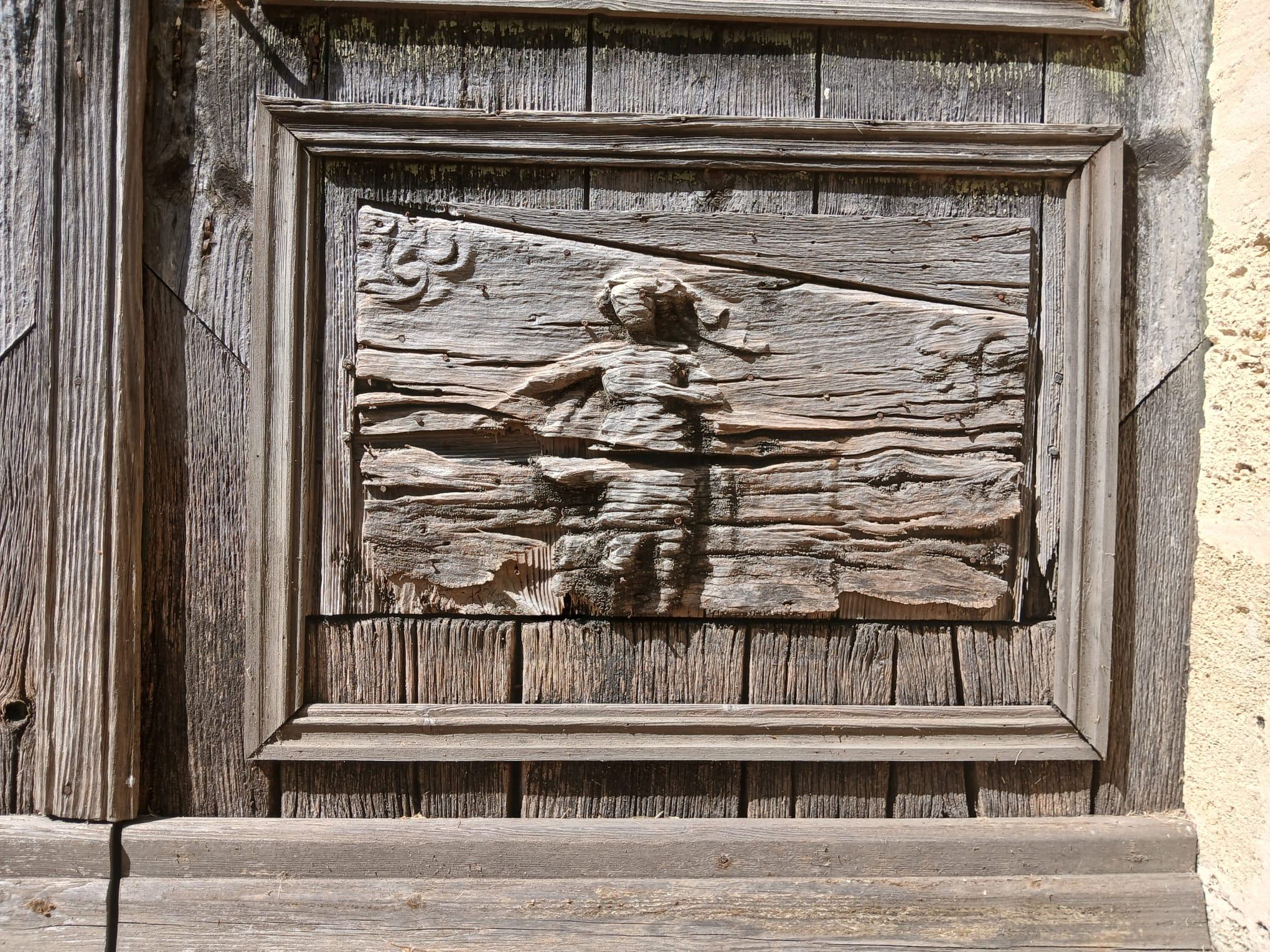
Porte en bois du porche représentant l'Annonciation.

Nef centrale
La voûte de forme ogivale repose sur des chapiteaux ouvragés (feuilles de chêne, trois fleurs de lys) et sur un gros pilier portant une couronne de reliefs (lesquels proviendraient peut-être de l'ancienne chapelle Notre-Dame). Ces sculptures sont assez originales et leur symbolisme assez flou. Elles représentent :
- un groupe d'animaux musiciens (avec grosse caisse, flûte, musette, clarinette) ;
- un âne ;
- une sirène tenant miroir et peigne ;
- des animaux couchés (bouffon, grylle, monstre ursin, fou au chien) ;
- un Centaure avec sa hallebarde ;
- deux hommes : l'un respirant et embrassant le derrière de l'autre (cet épisode s'appelle le « pétengueule » ou « baiser au cul du diable »). Ces personnages sont peut-être là pour nous rappeler notre condition mortelle : l'homme s'abaisse au rang d'animal par sa vie de débauche, surtout s'il se coupe de Dieu par le péché[2].

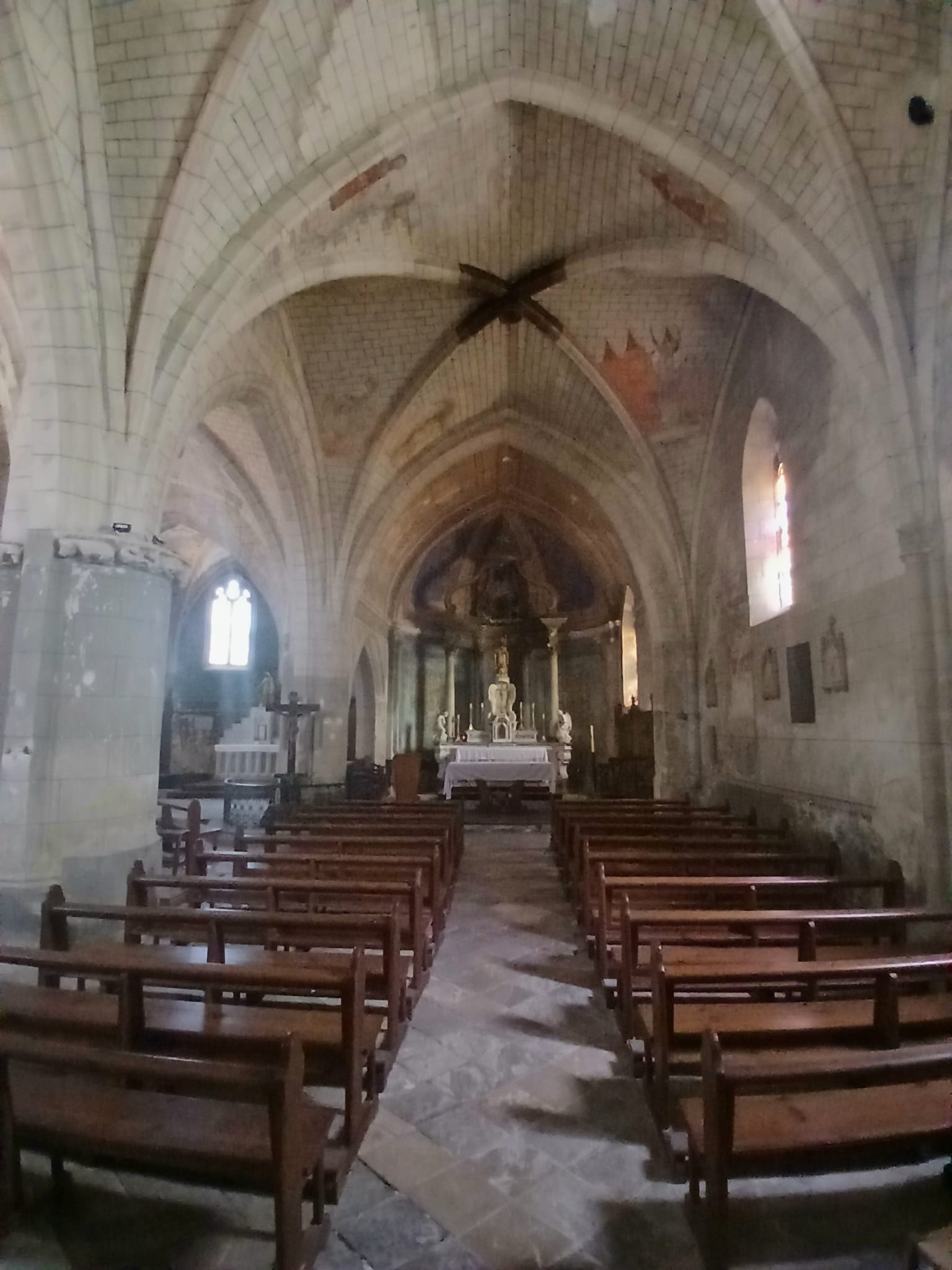
Nef centrale.
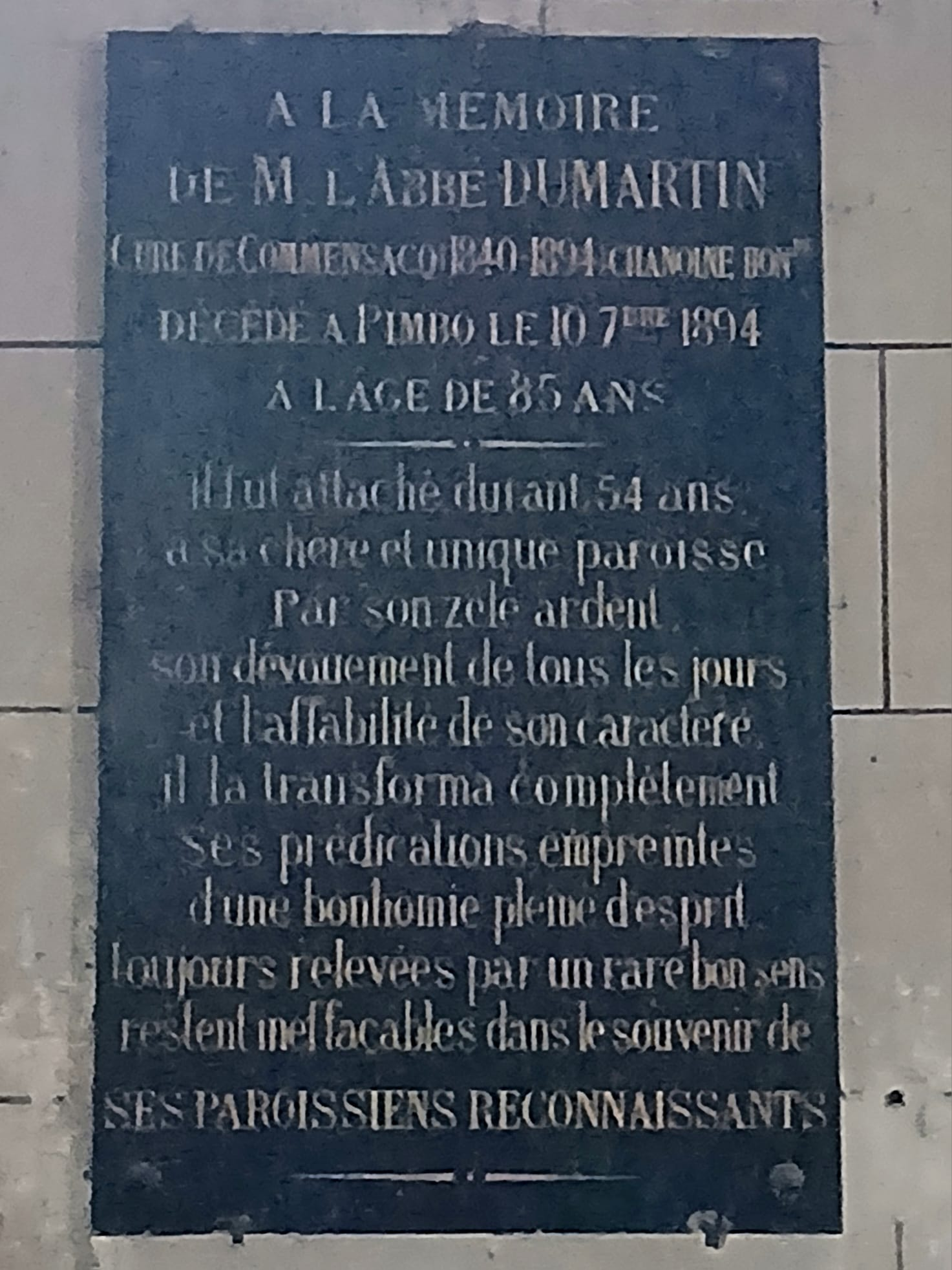
Plaque honorant la mémoire de l'abbé Dumartin.
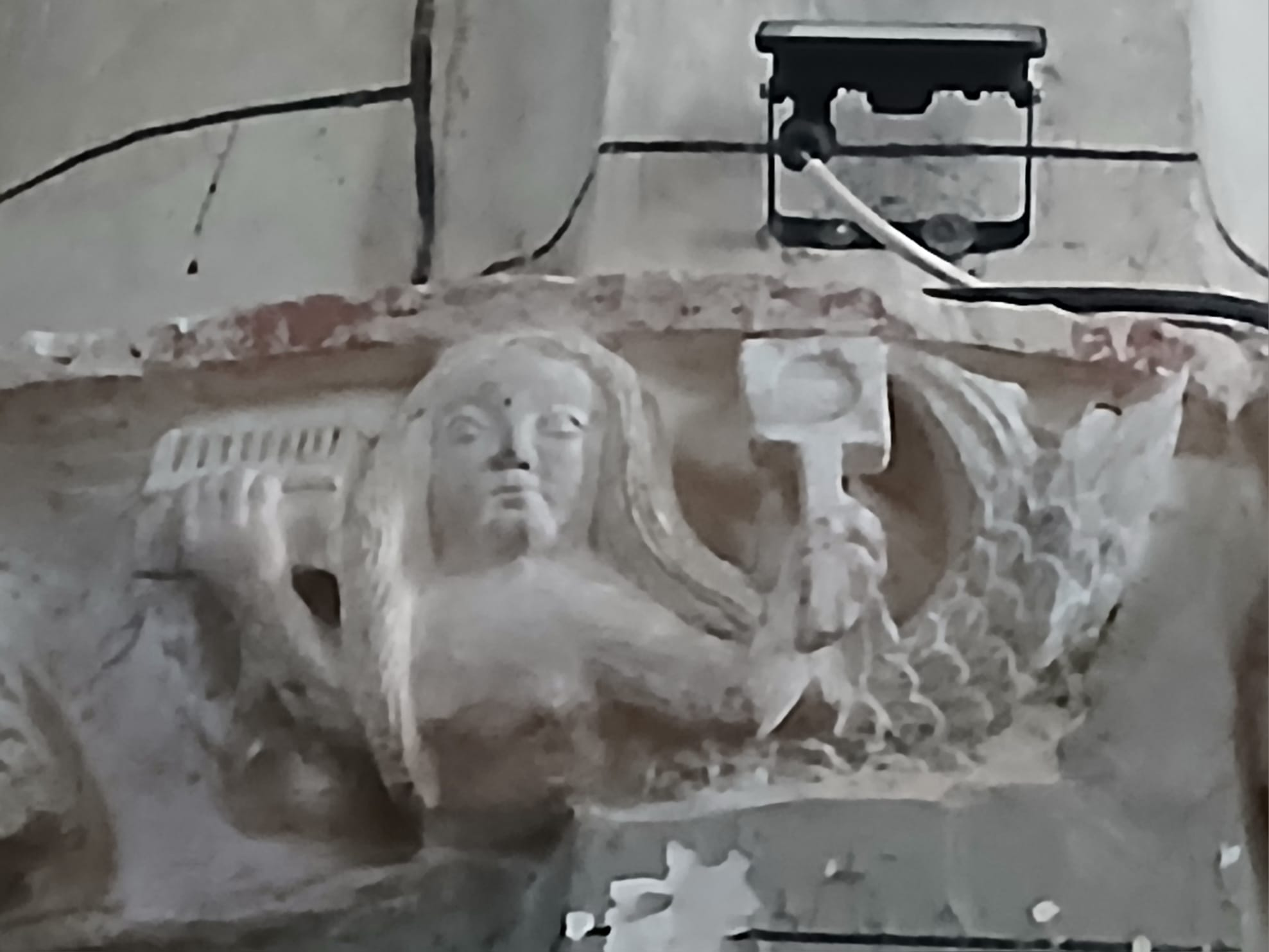
Chapiteau sculpté représentant une sirène tenant un miroir et un peigne.
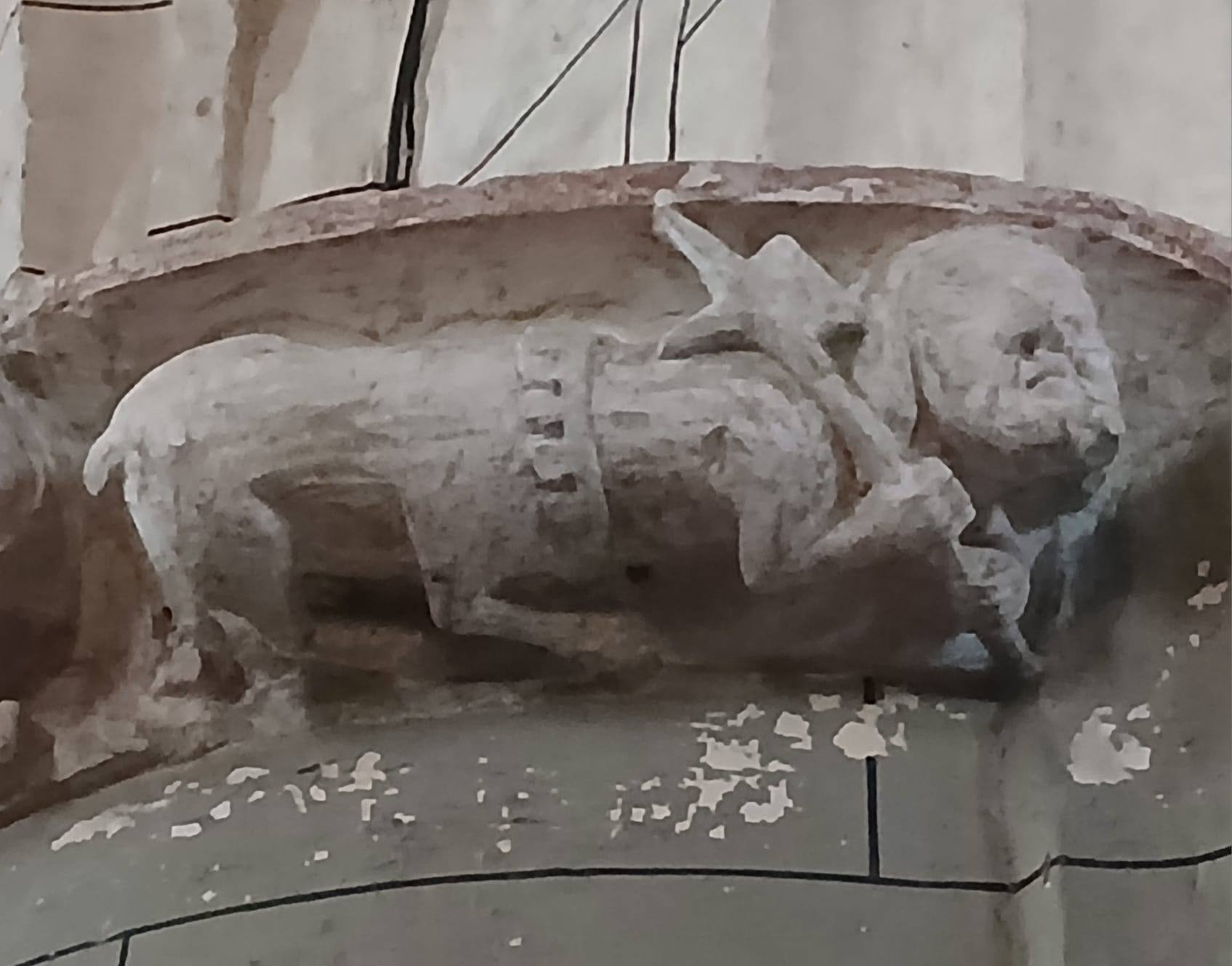
Chapiteau sculpté représentant un Centaure et sa hallebarde.
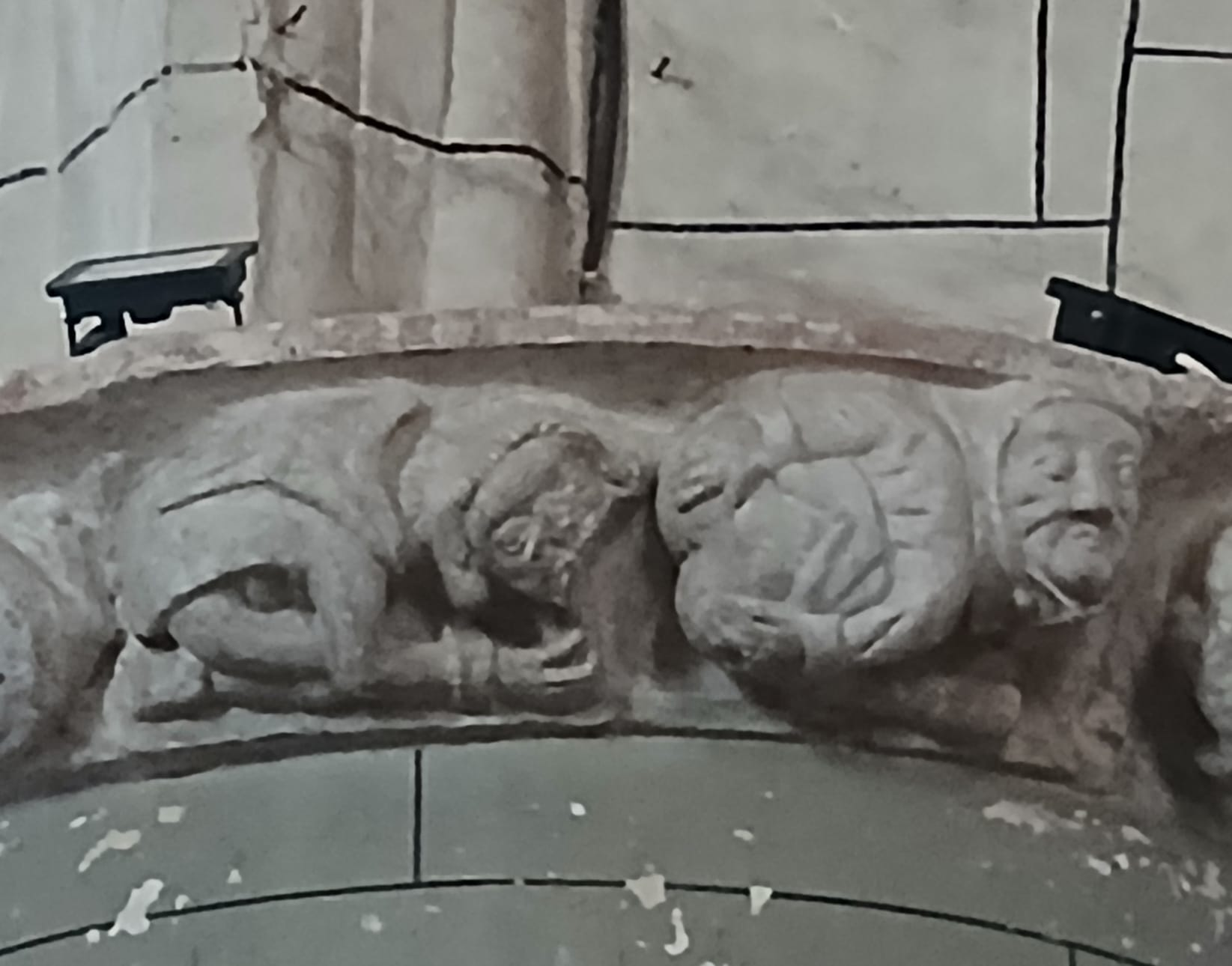
Chapiteau sculpté représentant le baiser au cul du Diable (ou « Pétengueule »).

La voûte située avant le chœur comporte des fresques du XVe siècle, relatant l'origine de l'humanité d'après le premier livre de la Bible : la Genèse.
- Dieu donne la vie à Adam ;
- Dieu crée la femme Ève, à partir du côté d'Adam ;
- Adam et Ève sont tentés par le serpent (diable) et mangent le fruit défendu, désobéissant ainsi à Dieu. C'est le péché originel ;
- Dieu chasse Adam et Ève du paradis terrestre ;
- L'ange amène Adam et Ève sur la terre ;
- A cause de leur péché, l'homme et la femme sont condamnés à la dureté du travail ;
- Caïn, fils d'Adam et Ève, laboure ;
- Dieu maudit Caïn qui vient de tuer son frère Abel[2].

Les deux clés de voûte de la nef principale représentent :
- un ange aux ailes d'or
- l'écusson de France (trois fleurs de lys)[2].

Extérieurement, elle se prolonge par un chevet semi-circulaire. 
Chœur
Le chœur serait antérieur à la nef avec sa voûte en plein centre. Le maître-autel, en marbre d'Italie, fut fabriqué à Avignon, par les frères Mazzetti en 1781. Le baldaquin est ajouté au XIXe siècle.

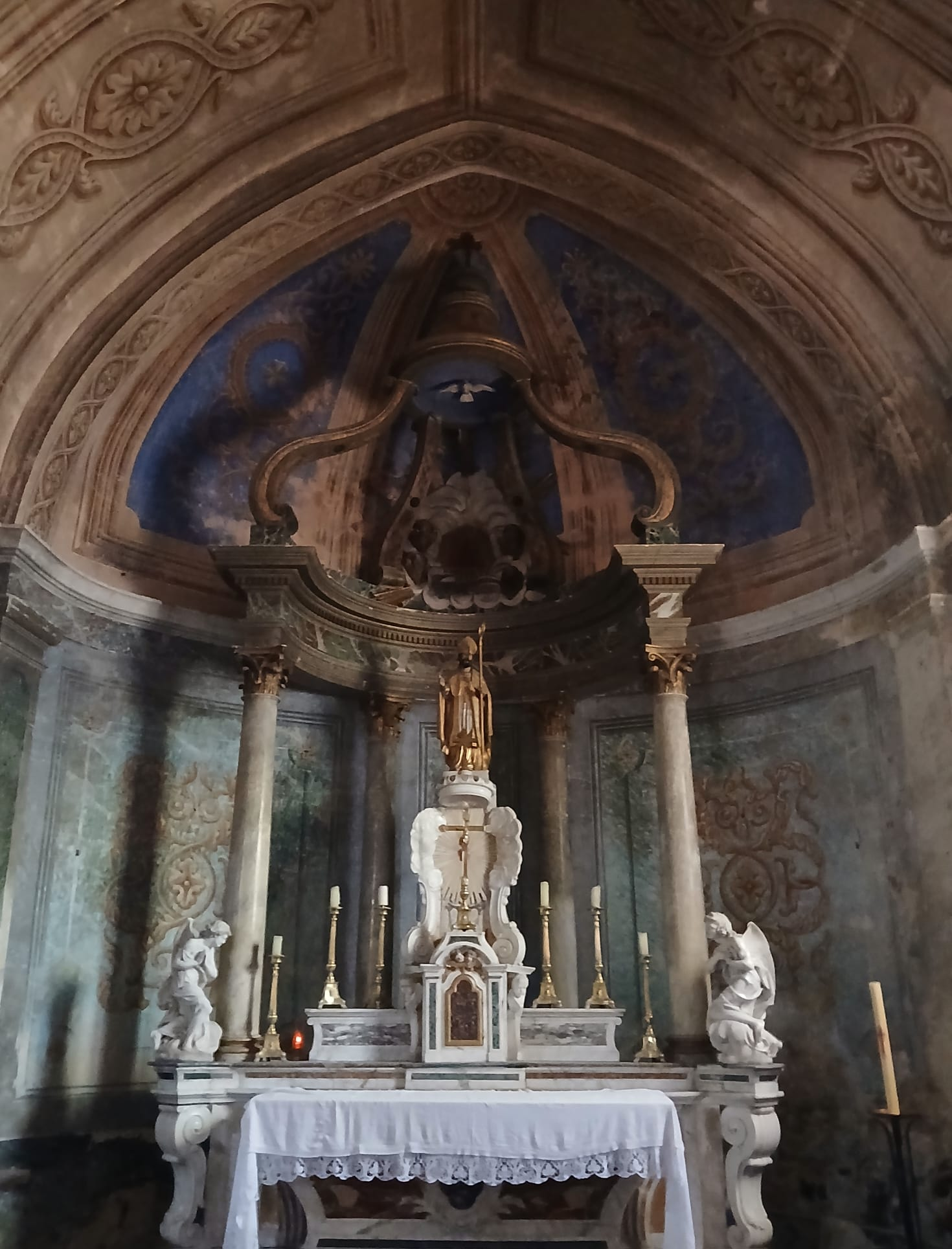
Maître-autel.
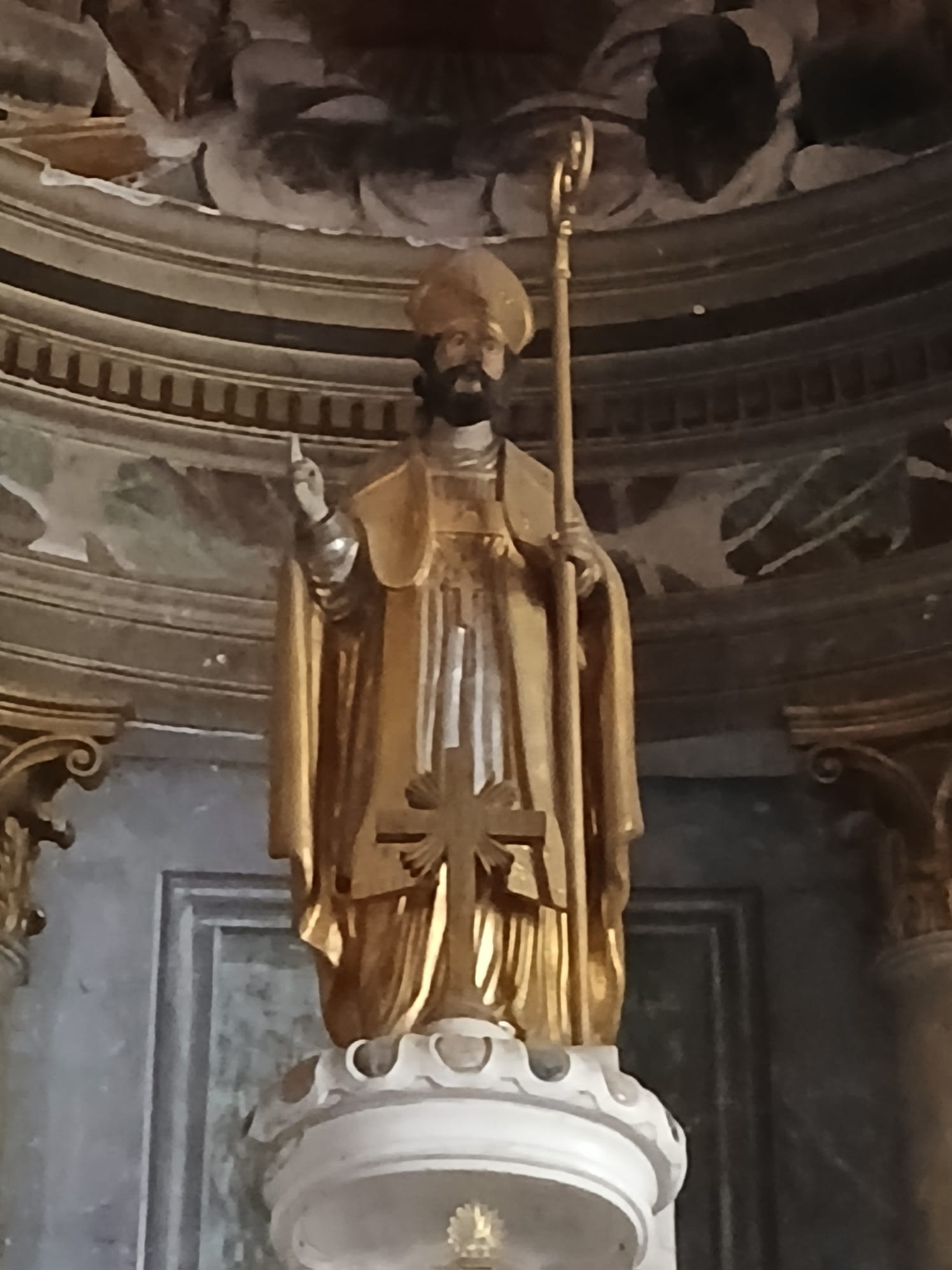
Statue de Martin de Tour coiffant le maître-autel.

Nef latérale
Des fresques de la fin du XVe siècle et du début du XVIe siècle ornent la voûte, représentant les quatre évangélistes et leurs attributs dans les médaillons :
- Matthieu et un homme ailé ;
- Luc et un taureau ailé ;
- Marc et le lion ailé ;
- Jean et l'aigle[2].

Les attributs des évangélistes sont sur les quatre chapiteaux de la nef. Ces attributs proviennent du livre de l'Apocalypse qui parle des « Quatre vivants » ou « Trétramorphe » (homme, taureau, lion, aigle)  qui sont autour du trône de Dieu. La tradition catholique a vu en eux les quatre évangélistes. La chapelle de la Vierge comprend deux chapiteaux à tête d'homme et des peintures de 1887.

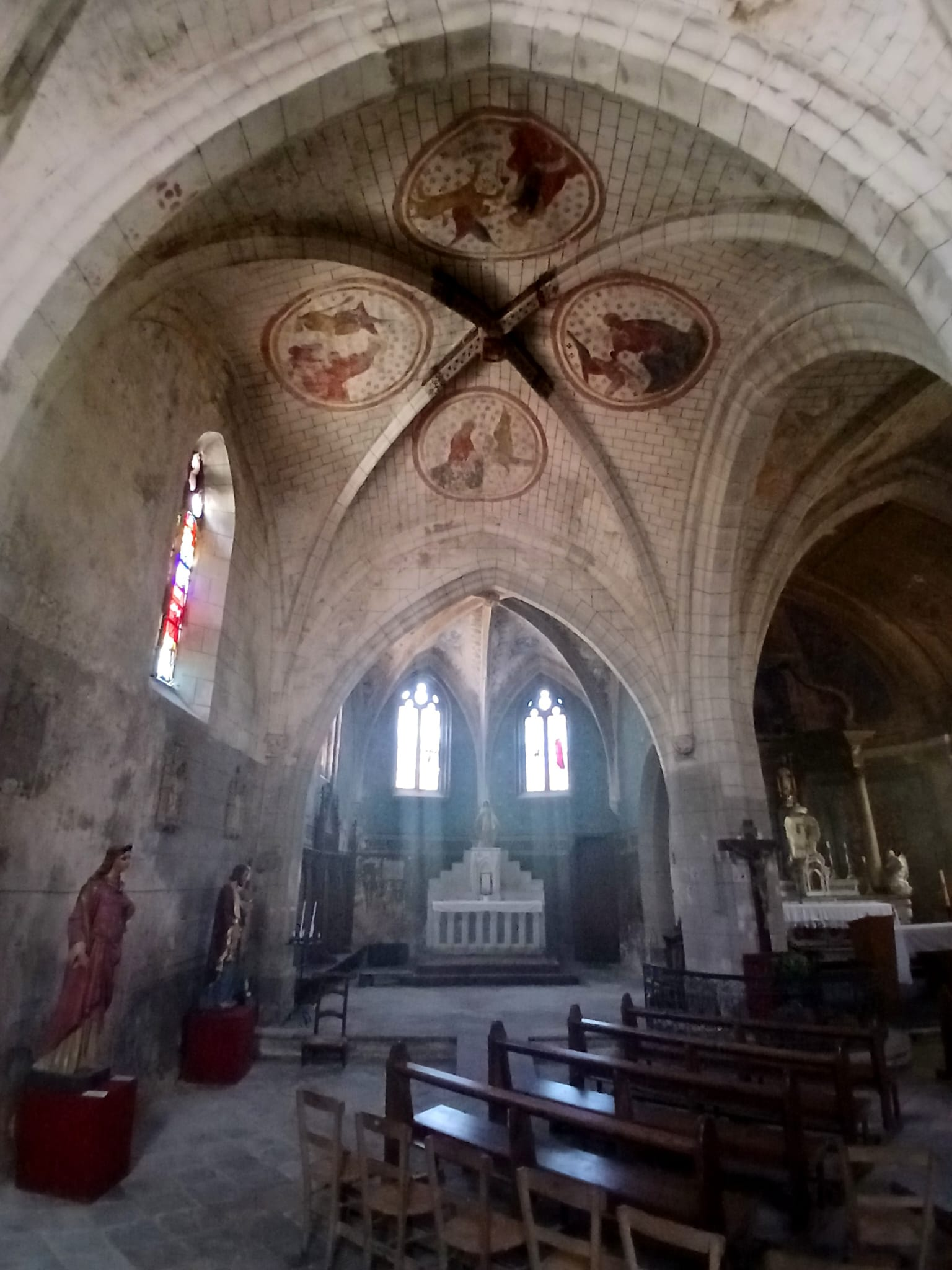
Collatéral.
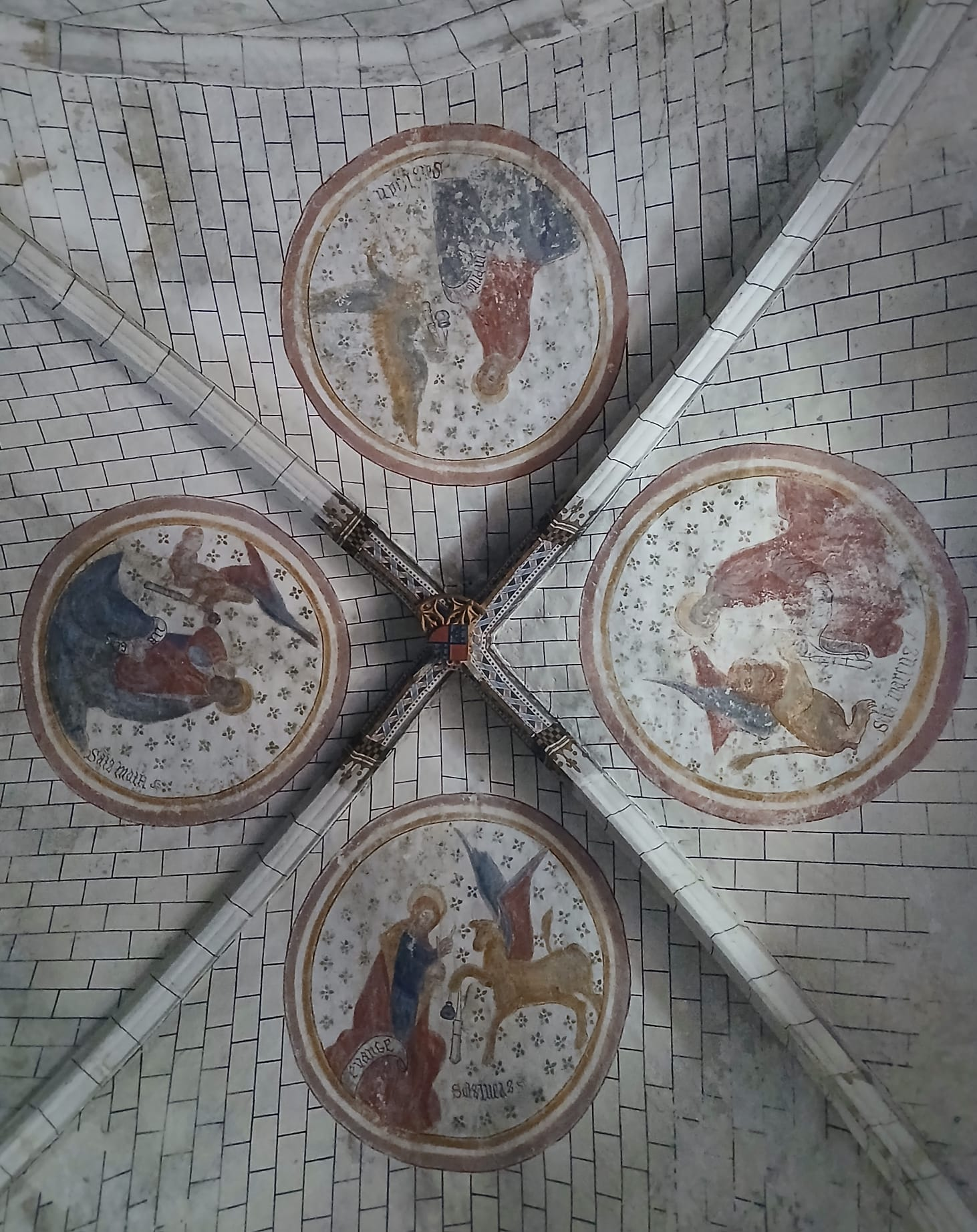
Les quatre évangélistes.
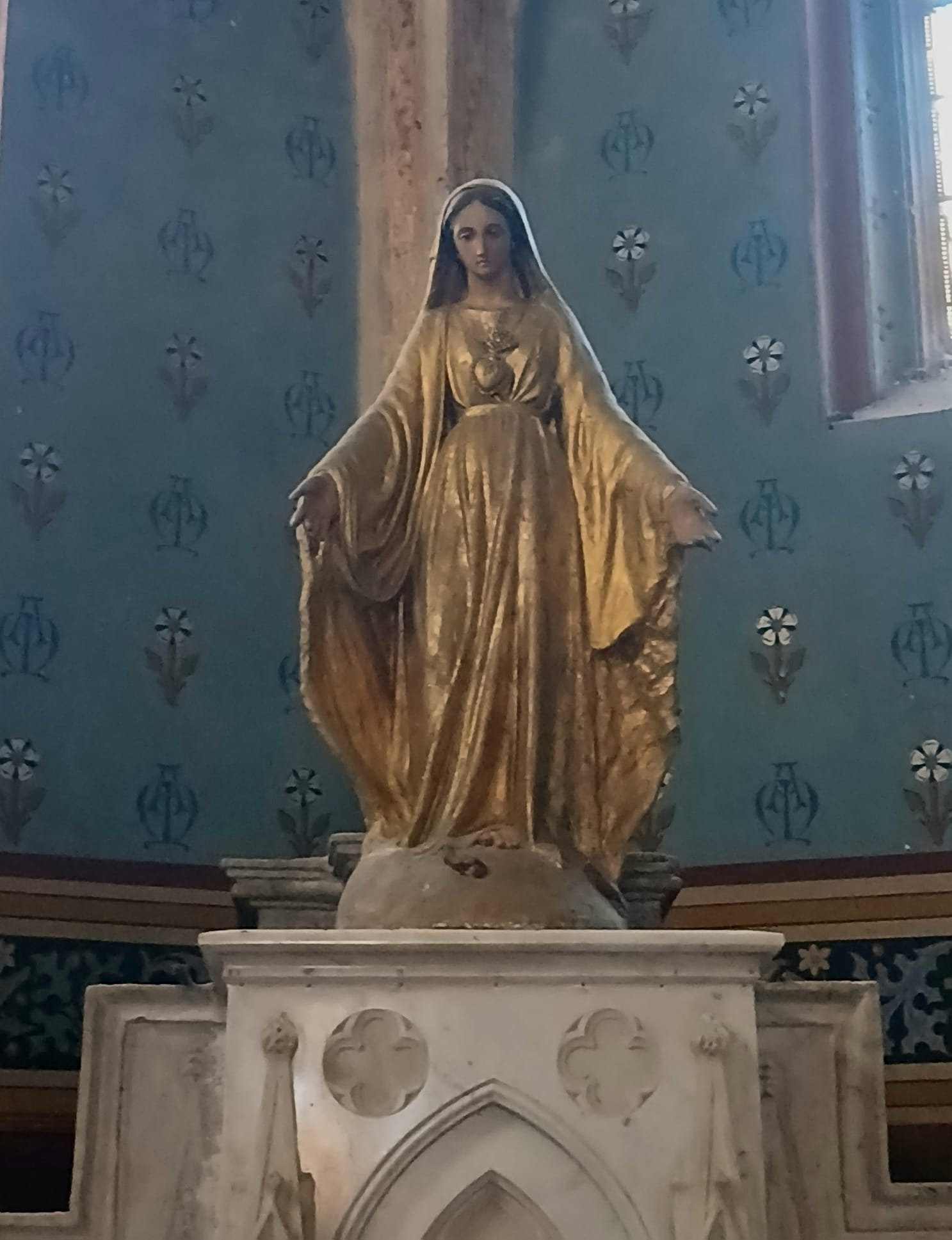
Statue de la Vierge dorée.
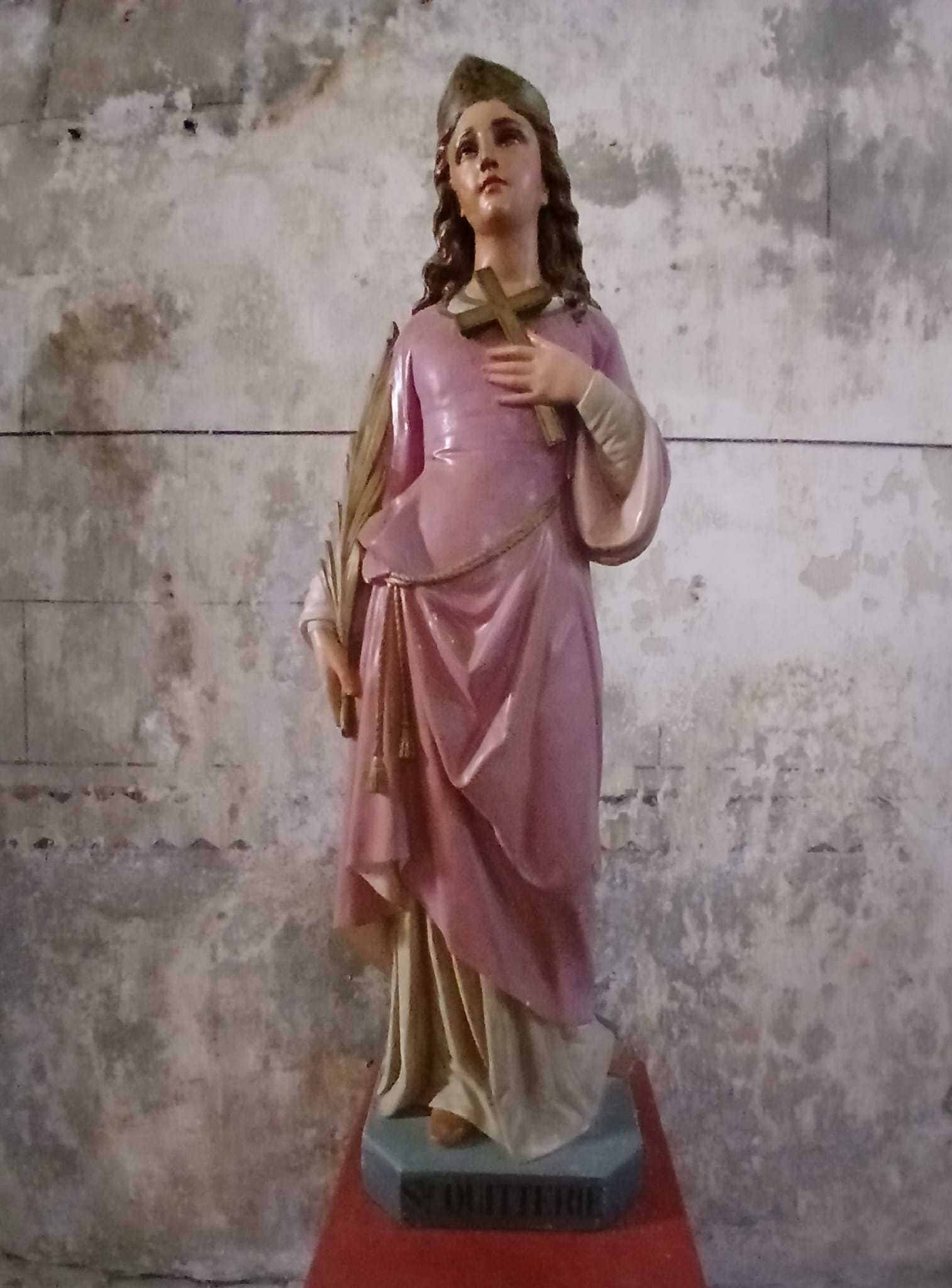
Statue de Sainte-Quitterie.
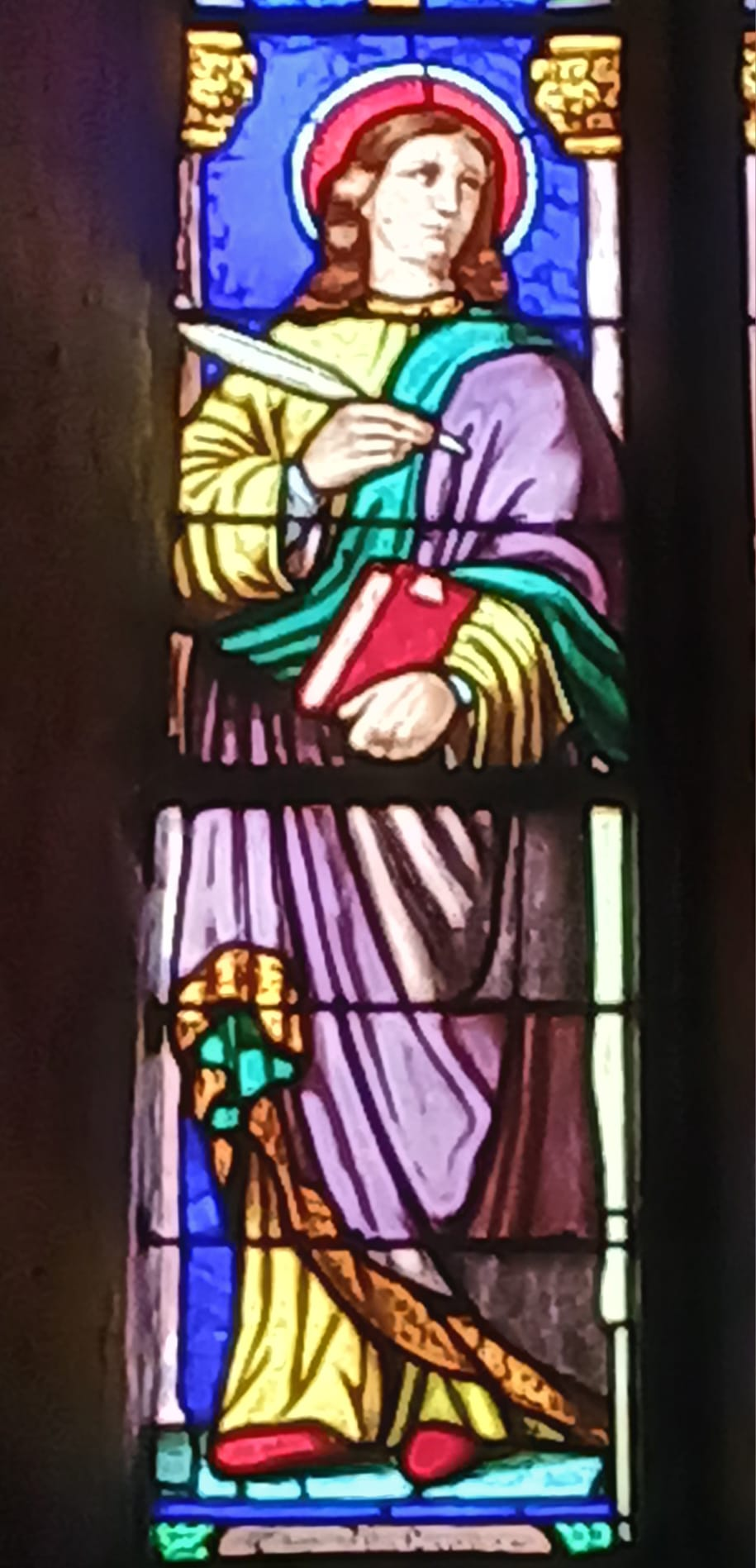
Vitrail de Sainte-Quitterie.

### A l'extérieur
Fontaine Sainte-Quitterie
Derrière l'église, il faut longer la haie de lauriers et traverser le ruisseau. A l'origine, fontaine Notre-Dame, à cause la proximité de la chapelle Notre-Dame est très vite devenue la fontaine Sainte-Quitterie à cause du culte populaire portée à la patronne de la Gascogne. On attribue à cette eau le pouvoir de guérir les maux de tête, parce que Quitterie a eu la tête tranchée. Toutes les maladies de la tête (migraines, retards mentaux) relevaient donc de cette sainte. On y menait ainsi des faibles d'esprit pour leur mouiller les tempes et le front. Les ultimes processions de l'église à la fontaine datent des années 1950. Toutefois, la présence régulière de fleurs témoigne de la survivance de la dévotion envers la sainte landaise.
Statue Notre-Dame de France
Inaugurée le 15 août 1993, elle trône au centre du village, telle une gardienne et une mère. Elle est sculptée par Jacques Dulau, originaire de Castelnau-Chalosse et prix de Rome.

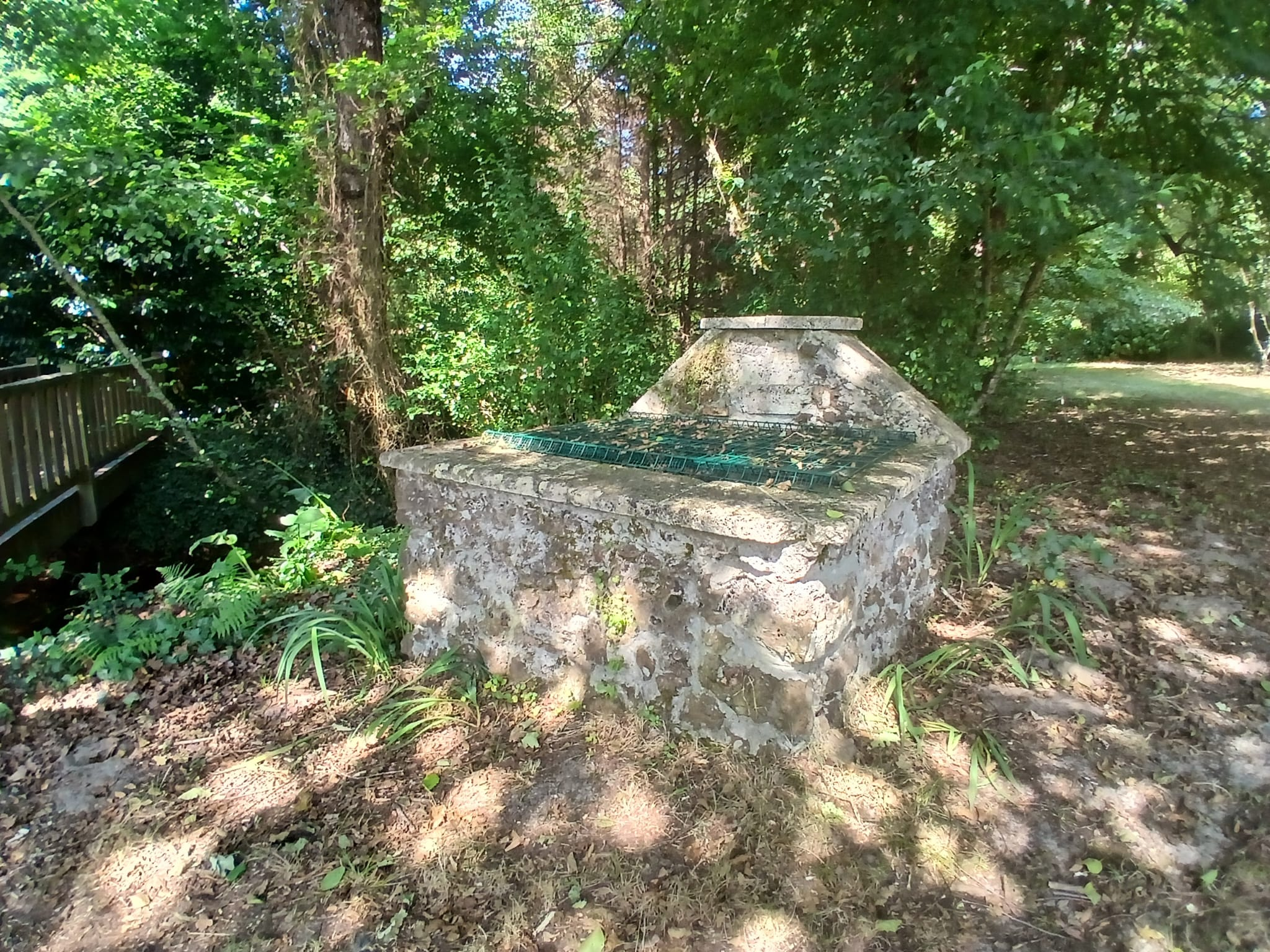
Fontaine Sainte-Quitterie de Commensacq.
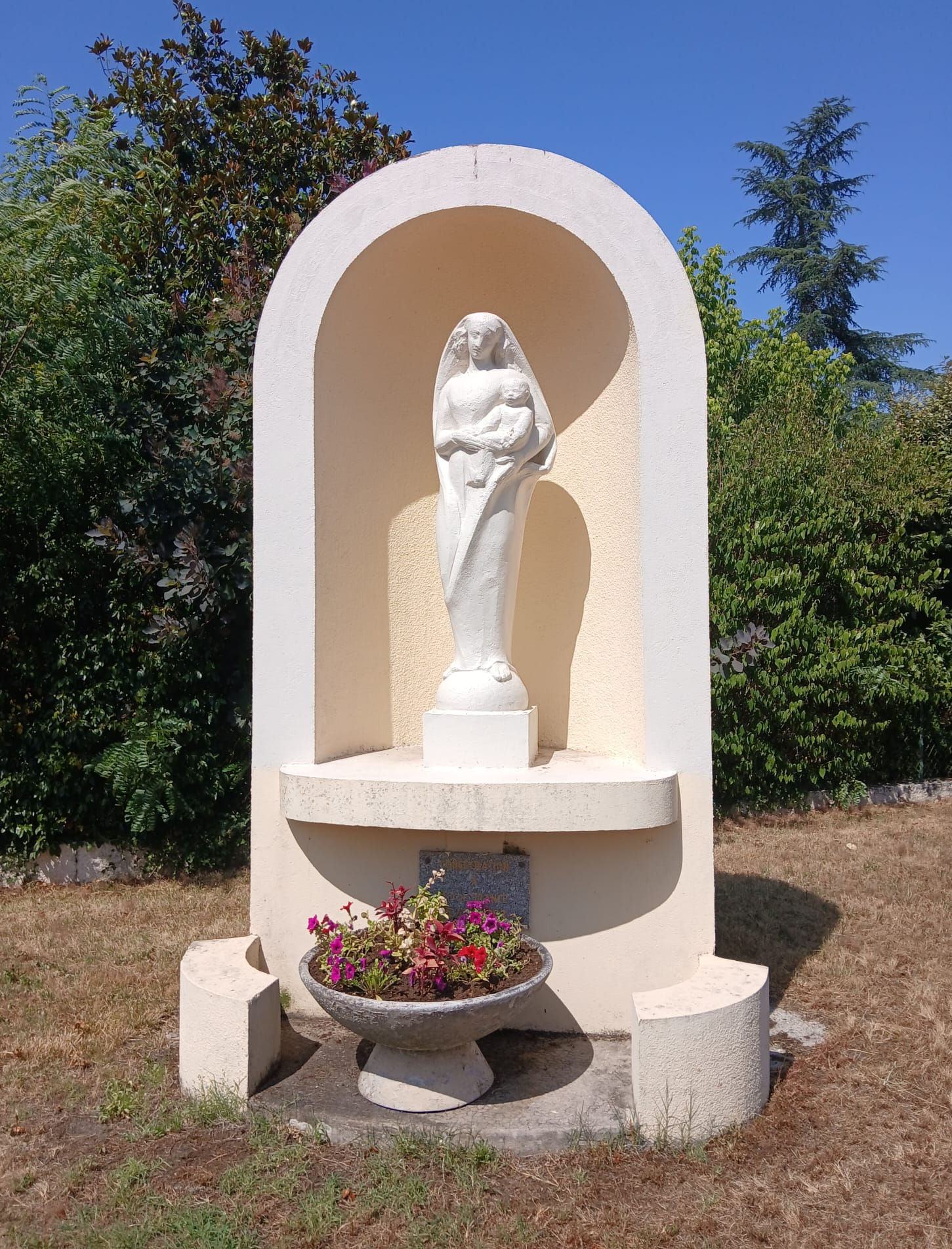
Statue Notre-Dame de France.
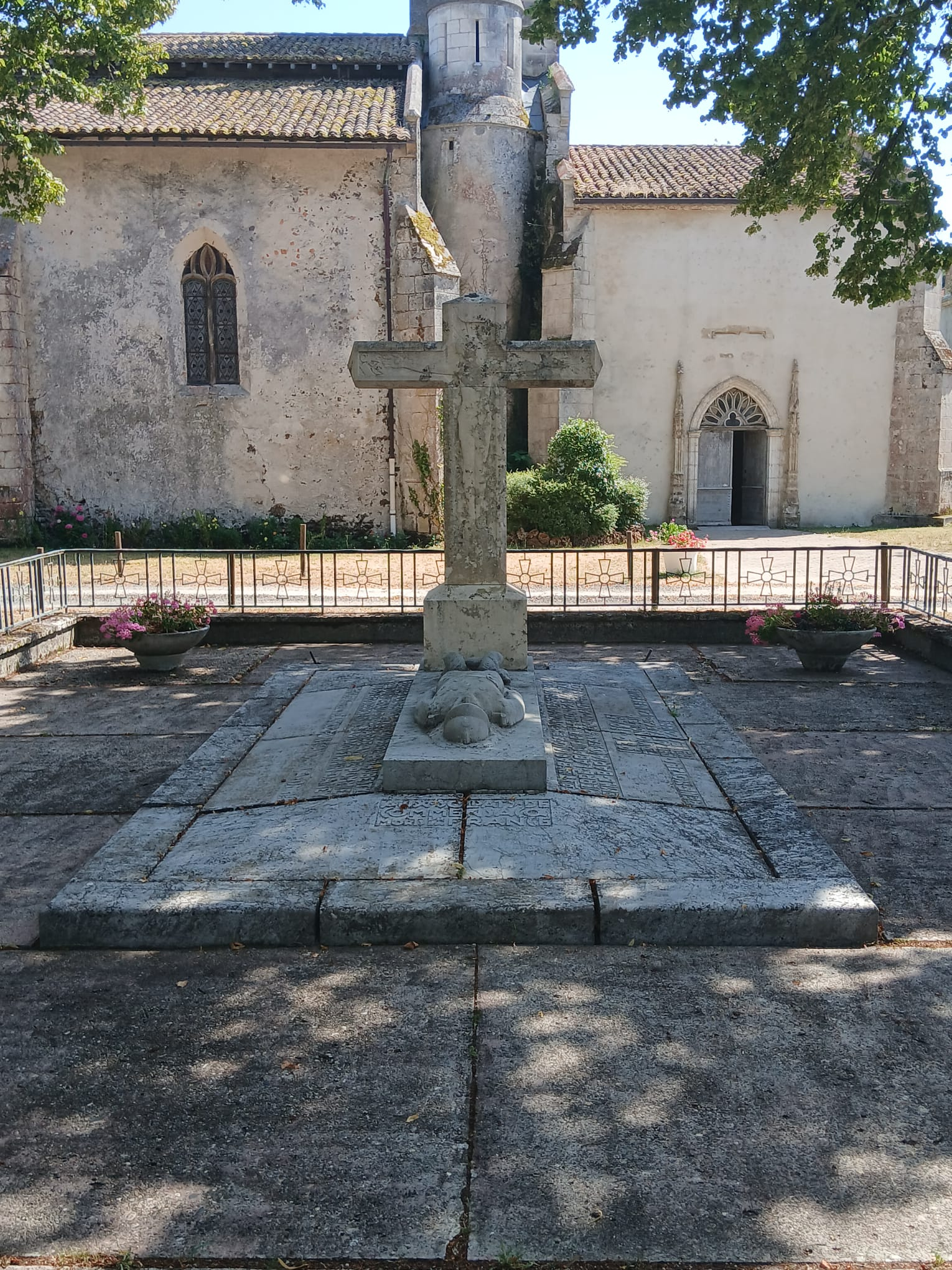
Monument aux morts de Commensacq sur la place de l'église.